# Francis Isoz
Francis Isoz (* 7. Juni 1856 in Vevey, heimatberechtigt in Château-d’Oex; † 7. November 1910 in Lausanne) war ein Schweizer Architekt.

## Leben und Werk
Francis Isoz war der Sohn des Siméon Isoz und der Marie Olympe geborene Chamorel. Er besuchte Schulen in Montreux, Vevey, Zürich sowie Lausanne und absolvierte Praktika in Lausanner Architekturbüros. Im Jahr 1878 heiratete er die Schneiderin Marie, Tochter des Théodore Blant von Cernay.
Isoz arbeitet ab 1879 als Architekt in Lausanne und war dort «wesentlich an der Wandlung des Stadtbilds» beteiligt. Im Kanton Waadt entwarf er zahlreiche Kirchen und Schulhäuser. Am naturwissenschaftlichen Gymnasium in Lausanne arbeitete er von 1884 bis 1900 als Lehrer für technisches Zeichnen. Er schrieb dort einen Preis aus, der seinen Namen trug. In der Westschweiz war Isoz Jurymitglied und -präsident von zahlreichen Architekturwettbewerben. Beim Bulletin technique de la Suisse romande wirkte er als Mitgründer und Präsident des Verwaltungsrat mit. Die Société vaudoise des ingénieurs et des architectes präsidierte er. Militärisch erreichte er den Rang eines Obersten.

## Bauten (Auswahl)
- Schulhaus in L’Auberson
- Schloss und Hotel Ouchy, Modernisierung des Turms
- Palais de Rumine in Lausanne
- Mietshäuser, Villen, öffentliche und gewerbliche Bauten in Lausanne[1]

## Belege
1. 1 2 3  Claire Huguenin: Francis Isoz. In: Historisches Lexikon der Schweiz.  10. Mai 2005.

| Personendaten    | Personendaten                   |
| ---------------- | ------------------------------- |
| NAME             | Isoz, Francis                   |
| ALTERNATIVNAMEN  | Isoz, François-Louis (Taufname) |
| KURZBESCHREIBUNG | Schweizer Architekt             |
| GEBURTSDATUM     | 7. Juni 1856                    |
| GEBURTSORT       | Vevey, Schweiz                  |
| STERBEDATUM      | 7. November 1910                |
| STERBEORT        | Lausanne, Schweiz               |